# Mycosphaerella waimeana
Mycosphaerella waimeana är en svampart som beskrevs av Crous, Joanne E. Taylor & M.E. Palm 2001. Mycosphaerella waimeana ingår i släktet Mycosphaerella och familjen Mycosphaerellaceae.   Inga underarter finns listade i Catalogue of Life.